# Angel Bermudez
Angel Roald Bermudez (Aruba, 22 oktober 1950) is een voormalig Arubaans politicus. Hij was minister van Financiën in het tweede kabinet Mike Eman en Minister van Vervoer en Communicatie in het eerste kabinet Henny Eman. Bij beide benoemingen gaf Bermudez aan als partijloze vakminister aan te treden.

## Carrière
De op Aruba geboren Bermudez groeide op in Nederland. Hij studeerde Civiel- en Bedrijfsrecht aan de universiteit van Erasmus Universiteit Rotterdam en behaalde in 1982 zijn postdoctoraal Fiscaal Recht aan de Universiteit Leiden. Na zijn inspecteursopleiding keerde Bermudez terug naar Aruba, waar hij hoofd van de inspectie der belastingen werd.
Nadat Aruba in 1986 haar status als autonoom land binnen het Koninkrijk der Nederlanden kreeg, diende Bermudez in het eerste kabinet van Henny Eman. Hij was minister van Vervoer en Communicatie van maart 1987 tot februari 1989, ter vervanging van Benny Nisbet, die niet meer kon rekenen op steun van de PPA-statenleden Werleman en Jansen. Genoemde statenleden splitsten zich vervolgens van de partij af en richtten de Partido Patriotico Nacional (PPN) op. Bij de statenverkiezingen van 1989 was Bermudez kandidaat nr. 3 op de PPN-lijst. De nieuwe partij behaalde één statenzetel.
Bermudez was tussen 1989 en 2010 werkzaam als fiscalist in de privésector. Van 1 januari 2011 tot 1 juli 2014 was Bermudez directeur van de Belastingdienst van Caribisch Nederland in Bonaire. Vervolgens diende hij kort daarna als chef de bureau van de Arubaanse minister van Financiën, Juan David Yrausquin. Toen Yrausquin ontslag nam als minister volgde Bermudez hem op 28 juli 2014 op. Vanaf 12 mei 2017 werd hij waarnemer van de portefeuille van Sociale Zaken, Jeugdbeleid en Arbeid voor minister Paul Croes. Zijn ambtstermijn eindigde op 17 november 2017 toen het kabinet Wever-Croes I werd beëdigd.
In 2016 droeg het kabinet Mike Eman II Bermudez voor als kandidaat voor de functie van gouverneur van Aruba. Na een conflict met de Nederlandse overheid verkreeg Alfonso Boekhoudt de positie.
Sedert 1 december 2017 is Bermudez hoofd van het Zorgverzekeringskantoor BES in Bonaire.
Bermudez is getrouwd en heeft twee kinderen.

## Onderscheidingen
- Nederland: Ridder in de Orde van de Nederlandse Leeuw (1990)